# Apis mellifera cypria
La abeja de Chipre (Apis mellifera cypria) es una subespecie de Apis mellifera que tiene se distribución en la Isla de Chipre en el Mar Mediterráneo. Se trata de una subespecie de origen insular al igual que Apis mellifera ruttneri que habita la Isla de Malta, Apis mellifera adamii que habita la Isla de Creta o Apis mellifera sicula que habita la Isla de Sicilia.
Debido a estudios morfométricos de Friedrich Ruttner en 1992, las abejas melíferas de Chipre fueron situadas en la rama oriental, al lado de Apis mellifera anatoliaca, Apis mellifera syriaca, Apis mellifera meda y Apis mellifera caucasica.
Comparadas con Apis mellifera anatoliaca, las abejas chipriotas son más pequeñas. En cuanto al tamaño del cuerpo, tienen la lengua y las patas más largas, pero las alas las tienen más cortas. Dentro de la rama oriental, son las que poseen el abdomen más largo y más esbelto. El índice cubital es particularmente alto en las abejas de Chipre (2,72).
Las abejas chipriotas tienen entre las características más sobresalientes la coloración de su abdomen. Al igual que las abejas de Siria, las abejas de Chipre tienen el mismo patrón de coloración, muy cercano al de la abeja egipcia Apis mellifera lamarckii, antes denominada Apis mellifera fasciata por el Hermano Adán en 1983.
La conducta de la abeja de Chipre es muy parecida a conducta de la abeja Apis mellifera anatoliaca, podríamos definirla como muy agresivas y muy propensas al enjambrazón según el Hermano Adán. A pesar de ser una subespecie insular, tiene una elevada variación morfométrica según Friedrich Ruttner. 
Recientemente se introdujo la abeja turca al norte de Chipre, lo que pueden existir híbridos con caracteres morfométricos diferentes en el norte de Chipre.
Hay estudios sobre el ADN mitocondrial de esta subespecie, la morfometría y los alosimas en Apis mellifera cypria, por estos trabajos se puede concluir que la población de abejas de la isla aún se encuentra, en buena medida, en su forma originaria. Del análisis se desprende además que Apis mellifera cypria se parece más a Apis mellifera anatoliaca que a Apis mellifera adamii y a Apis mellifera meda.